# Alicia Perales Ojeda
Alicia Perales Ojeda (24 de octubre de 1922 - 4 de junio de 1994, Ciudad de México) fue una bibliotecaria mexicana, jefa de servicios de la Biblioteca Central de la Universidad Nacional Autónoma de México y fundadora del Colegio de Bibliotecología de la Facultad de Filosofía y Letras de la misma universidad.

## Trayectoria
Estudió licenciatura y el doctorado en Letras Españolas en la Universidad Nacional Autónoma de México, una maestría en Ciencias de la Educación y una maestría en Biblioteconomía en la Universidad de Kent. Fue bibliotecaria en el departamento de catalogación de la Biblioteca Conmemorativa Colón en Washington. Fue profesora adjunta de José Luis Martínez y Julio Jiménez Rueda y posteriormente profesora de tiempo completo, además de impartir diversos cursos y seminarios en posgrado.
Fue jefa de servicios de la Biblioteca Central de la UNAM desde 1955 hasta 1958. Fue directora de la Dirección General de Bibliotecas de la UNAM de 1966 a 1972. Creó y dirigió el Centro de Investigaciones Bibliotecológicas y de Archivología desde 1975 hasta 1979. Además, fue editora y directora de Anuario de Bibliotecología y Archivología en la FFyL, la primera publicación de la bibliotecología académica.

## Obras
Algunas de sus obras más destacadas son:
- De la informática
- La cultura biblioinformática septentrional
- Las obras de consulta
- Las asociaciones literarias mexicanas, siglo XX
- Servicios bibliotecarios en universidades